# Pedro Cachapero de Arévalo
Pedro Cachapero de Arévalo fue un cirujano español de los siglos xvi y xvii.

## Biografía
Practicó la cirugía durante treinta y seis años en el hospital de Guadalupe, como dice en su propia obra, y después se trasladó a Sevilla, donde fue cirujano y familiar de la Inquisición. Trabajó en el hospital de la Sangre de dicha ciudad entre 1599 y 1623. Escribió El maestro Pedro Cachapero de Arévalo, etc., á los muy insignes y sapientísimos doctores médicos, y á los ejercitantísimos médicos vulnerarios, y curiosos cirujanos; salud, etc. (Sevilla, 1609) con motivo de un paciente al que le había crecido un tumor con forma de cuerno en la parte superior del muslo derecho, previamente extirpado por otro cirujano, pero que recidivó, de la longitud de casi una cuarta.